# Damage Done
Damage Done šesti je studijski album švedskog sastava melodičnog death metala Dark Tranquillity. Objavljen je 22. srpnja 2002.

## O albumu
Damage Done povratak je starijem stilu skupine, no sadrži i stilske elemente albuma Projector i Haven, osobito upotrebu klavijatura. Prvo je izdanje sastava od albuma The Mind's I na kojem Mikael Stanne izvodi samo grube vokalne dionice. Tekstovi na albumu govore o krhkosti života. Prvo je izdanje sastava koje se pojavilo na glazbenim ljestvicama. Pjesma "Cathode Ray Sunshine" pojavila se u videoigri Brutal Legend. Nekoliko verzija albuma sadrži dodatnu pjesmu "I, Deception" i glazbeni spot za pjesmu "Monochromatic Stains". Japanska verzija albuma sadrži dodatnu pjesmu "The Poison Well". Ponovno izdanje iz 2009. ima drugačiju naslovnicu.

## Popis pjesama
Tekstovi: Mikael Stanne. 
| 1.    | »Final Resistance«          | Martin Henriksson                                                | 3:01 |
| 2.    | »Hours Passed in Exile«     | Anders Jivarp, Henriksson, Michael Nicklasson, Martin Brändström | 4:45 |
| 3.    | »Monochromatic Stains«      | Jivarp, Brändström                                               | 3:37 |
| 4.    | »Single Part of Two«        | Jivarp, Henriksson                                               | 3:51 |
| 5.    | »The Treason Wall«          | Jivarp, Henriksson                                               | 3:30 |
| 6.    | »Format C: for Cortex«      | Jivarp, Niklas Sundin, Henriksson                                | 4:29 |
| 7.    | »Damage Done«               | Jivarp, Henriksson                                               | 3:27 |
| 8.    | »Cathode Ray Sunshine«      | Jivarp, Henriksson, Brändström                                   | 4:14 |
| 9.    | »The Enemy«                 | Jivarp, Henriksson, Nicklasson                                   | 3:56 |
| 10.   | »White Noise/Black Silence« | Jivarp, Henriksson                                               | 4:09 |
| 11.   | »Ex Nihilo«                 | Sundin, Henriksson, Nicklasson                                   | 4:31 |
| 43:30 |                             |                                                                  |      |

| Dodatna pjesma na japanskom izdanju | Dodatna pjesma na japanskom izdanju | Dodatna pjesma na japanskom izdanju | Dodatna pjesma na japanskom izdanju | Dodatna pjesma na japanskom izdanju | Dodatna pjesma na japanskom izdanju | Dodatna pjesma na japanskom izdanju | Dodatna pjesma na japanskom izdanju | Dodatna pjesma na japanskom izdanju | Dodatna pjesma na japanskom izdanju |
| Br.                                 | Skladba                             | Skladatelj                          | Trajanje                            |                                     |                                     |                                     |                                     |                                     |                                     |
| ----------------------------------- | ----------------------------------- | ----------------------------------- | ----------------------------------- | ----------------------------------- | ----------------------------------- | ----------------------------------- | ----------------------------------- | ----------------------------------- | ----------------------------------- |
| 12.                                 | »The Poison Well«                   | Henriksson, Jivarp, Sundin          | 4:07                                |                                     |                                     |                                     |                                     |                                     |                                     |
| 47:07                               |                                     |                                     |                                     |                                     |                                     |                                     |                                     |                                     |                                     |

| Dodatne pjesme na ponovnom izdanju iz 2009. | Dodatne pjesme na ponovnom izdanju iz 2009. | Dodatne pjesme na ponovnom izdanju iz 2009.        | Dodatne pjesme na ponovnom izdanju iz 2009. | Dodatne pjesme na ponovnom izdanju iz 2009. | Dodatne pjesme na ponovnom izdanju iz 2009. | Dodatne pjesme na ponovnom izdanju iz 2009. | Dodatne pjesme na ponovnom izdanju iz 2009. | Dodatne pjesme na ponovnom izdanju iz 2009. | Dodatne pjesme na ponovnom izdanju iz 2009. |
| Br.                                         | Skladba                                     | Skladatelj                                         | Trajanje                                    |                                             |                                             |                                             |                                             |                                             |                                             |
| ------------------------------------------- | ------------------------------------------- | -------------------------------------------------- | ------------------------------------------- | ------------------------------------------- | ------------------------------------------- | ------------------------------------------- | ------------------------------------------- | ------------------------------------------- | ------------------------------------------- |
| 12.                                         | »I, Deception«                              | Henriksson, Nicklasson, Jivarp, Sundin, Brändström | 3:55                                        |                                             |                                             |                                             |                                             |                                             |                                             |
| 13.                                         | »Static«                                    | Henriksson, Jivarp, Brändström                     | 4:40                                        |                                             |                                             |                                             |                                             |                                             |                                             |
| 14.                                         | »The Poison Well«                           | Henriksson, Jivarp, Sundin                         | 4:07                                        |                                             |                                             |                                             |                                             |                                             |                                             |
| 15.                                         | »The Treason Wall« (uživo)                  | Jivarp, Henriksson                                 | 3:57                                        |                                             |                                             |                                             |                                             |                                             |                                             |
| 60:09                                       |                                             |                                                    |                                             |                                             |                                             |                                             |                                             |                                             |                                             |

## Zasluge
| Dark Tranquillity - Mikael Stanne – vokal - Anders Jivarp – bubnjevi - Niklas Sundin – gitara, grafički dizajn, dizajn - Martin Henriksson – gitara - Michael Nicklasson – bas-gitara - Martin Brändström – elektronika | Ostalo osoblje - Fredrik Nordström – produkcija, inženjer zvuka - Patrik J. Sten – inženjer zvuka - Göran Finnberg – mastering - Volker Beushausen – fotografije - Kerstin Rössler – fotografije |

## Ljestvice
| Ljestvica (2002.) | Najviša pozicija |
| ----------------- | ---------------- |
| Francuska         | 146.             |
| Njemačka          | 83.              |
| Švedska           | 29.              |